# Mîkolaiivka, Vasîlkivka
Mîkolaiivka (în ucraineană Миколаївка) este localitatea de reședință a comunei Mîkolaiivka din raionul Vasîlkivka, regiunea Dnipropetrovsk, Ucraina.

## Demografie
Componența lingvistică a localității Mîkolaiivka
     Ucraineană (96,8%)
     Rusă (1,89%)
Conform recensământului din 2001, majoritatea populației localității Mîkolaiivka era vorbitoare de ucraineană (96,8%), existând în minoritate și vorbitori de rusă (1,89%) și armeană (1,16%).